# Boukellarion
Il Thema dei Bucellari (in greco Βουκελλάριον θέμα?, Boukellarion thema), è stato un thema (provincia civile-militare) bizantino situato nell'Asia Minore settentrionale (moderna Turchia). Fu istituito intorno alla metà dell'VIII secolo, comprendendo la maggior parte dell'antica regione della Paflagonia e parti della Galazia e della Frigia.

## Storia
Il thema fu istituito tra il 743 e il 767 dall'Imperatore Costantino V Copronimo (r. 741–775), in seguito alla soppressione della rivolta di Artavasde, il Conte del thema Opsikion. Il nuovo thema, insieme a quello degli Optimatoi fu separato dal thema Opsikion in quanto l'Imperatore intendeva ridurre il potere di quest'ultimo thema in modo da prevenire ogni ulteriore rivolta interna da parte dei generali di questo thema. Il nome del thema deriva dai Bucellarii, truppe di élite di cavalleria di origini romane o gotiche, che spesso costituivano la funzione di guardie del corpo private. Agli inizi del VII secolo, esse costituivano una divisione di élite nell'esercito di campo del thema Opsikion, sotto il comando di domestikos, prima della loro promozione a thema. Lo strategos dei Bucellari è attestato per la prima volta nel 767, fornendo un terminus ante quem per la sua istituzione. Egli aveva sede ad Ancira, la precedente capitale del thema Opsikion, ed egli apparteneva alla seconda classe di strategoi con uno stipendio annuo di 30 libbre d'oro. Secondo i geografi arabi, aveva sotto il suo comando all'incirca 8 000 soldati. I titoli di corte degli strategoi del Boukelarion variavano dal titolo di medio livello di spatharios a quello di alto livello di protospatharios, con una singola occorrenza dell'illustre titolo di patrikios per uno strategos del X secolo. Claudiopoli è l'unica base attestata di una delle tourmai del thema. Nonostante fosse in origine un thema di cavalleria (thema kaballarikon), i Bucellari, analogamente al più tardo thema di Paflagonia, disponeva anche di una piccola flotta, operante nel Mar Nero. Il "katepano dei Bucellari e dei Paflagoni", il cui sigillo è attestato nel X secolo, era il comandante di questo contingente navale. Tuttavia, vi sono testimonianze del fatto che la flotta del X secolo fosse costituita da navi mercantili e da trasporto ma non da navi da guerra.
Inizialmente, il thema si estendeva dalla costa del Mar Nero all'altopiano anatolico centrale, confinando a ovest con gli Optimatoi e con il thema Opsikion, con il thema Anatolikon a sud, e con il thema Armeniakon a est. Nel corso del IX secolo, tuttavia, probabilmente intorno al 820, la metà nord-orientale del thema fu distaccata costituendo, probabilmente con l'aggiunta di alcuni territori precedente appartenenti al thema Armeniakon, il nuovo thema di Paflagonia. La sua estensione fu ulteriormente ridotta sotto l'Imperatore Leone VI il Saggio (r. 886–912), quando otto banda meridionali e sudorientali furono rimossi per formare parte dei nuovi themata di Kappadokia (intorno al Lago Tuz) e Charsianon (a est del fiume Halys). Nel IX secolo, comprendeva due città e tredici fortezze, mentre cinque città sono attestate nel X secolo. Il thema sopravvisse fino alla caduta in mano selgiuchide in seguito alla Battaglia di Manzicerta nel 1071. Il nome Boukellariōn, tuttavia, sopravvisse come toponimo geografico nelle fonti bizantine fino al 1263.